# Coupe de France de rugby à XIII 1998-1999
Navigation
Édition précédente Édition suivante
La Coupe de France de rugby à XIII 1999 est organisée durant la saison 1998-1999. La compétition à élimination directe met aux prises des clubs français. L'édition est remportée par Villeneuve-sur-Lot.

## Phase finale
|  | Huitièmes de finale | Huitièmes de finale | Huitièmes de finale               | Huitièmes de finale |                    |                    | Quarts de finale          | Quarts de finale          | Quarts de finale          | Quarts de finale          |  |  | Demi-finales          | Demi-finales          | Demi-finales          | Demi-finales          |  |  | Finale                                   | Finale                                   | Finale                                   | Finale                                   |
|  |                     |                     |                                   |                     |                    |                    |                           |                           |                           |                           |  |  |                       |                       |                       |                       |  |  |                                          |                                          |                                          |                                          |
|  | Le 20 décembre 1998 | Le 20 décembre 1998 | Le 20 décembre 1998               | Le 20 décembre 1998 |                    |                    | Le 14 février 1999 à Albi | Le 14 février 1999 à Albi | Le 14 février 1999 à Albi | Le 14 février 1999 à Albi |  |  | Le 16 mai 1999 à Foix | Le 16 mai 1999 à Foix | Le 16 mai 1999 à Foix | Le 16 mai 1999 à Foix |  |  | Parc des sports et de l'amitié, Narbonne | Parc des sports et de l'amitié, Narbonne | Parc des sports et de l'amitié, Narbonne | Parc des sports et de l'amitié, Narbonne |
|  | Villeneuve-sur-Lot  | Villeneuve-sur-Lot  | ?                                 | ?                   |                    |                    | Le 14 février 1999 à Albi | Le 14 février 1999 à Albi | Le 14 février 1999 à Albi | Le 14 février 1999 à Albi |  |  | Le 16 mai 1999 à Foix | Le 16 mai 1999 à Foix | Le 16 mai 1999 à Foix | Le 16 mai 1999 à Foix |  |  | Parc des sports et de l'amitié, Narbonne | Parc des sports et de l'amitié, Narbonne | Parc des sports et de l'amitié, Narbonne | Parc des sports et de l'amitié, Narbonne |
|  | Villeneuve-sur-Lot  | Villeneuve-sur-Lot  | ?                                 | ?                   |                    |                    | Le 14 février 1999 à Albi | Le 14 février 1999 à Albi | Le 14 février 1999 à Albi | Le 14 février 1999 à Albi |  |  | Le 16 mai 1999 à Foix | Le 16 mai 1999 à Foix | Le 16 mai 1999 à Foix | Le 16 mai 1999 à Foix |  |  | Parc des sports et de l'amitié, Narbonne | Parc des sports et de l'amitié, Narbonne | Parc des sports et de l'amitié, Narbonne | Parc des sports et de l'amitié, Narbonne |
|  | Villefranche        | Villefranche        | ?                                 | ?                   |                    |                    | Le 14 février 1999 à Albi | Le 14 février 1999 à Albi | Le 14 février 1999 à Albi | Le 14 février 1999 à Albi |  |  | Le 16 mai 1999 à Foix | Le 16 mai 1999 à Foix | Le 16 mai 1999 à Foix | Le 16 mai 1999 à Foix |  |  | Parc des sports et de l'amitié, Narbonne | Parc des sports et de l'amitié, Narbonne | Parc des sports et de l'amitié, Narbonne | Parc des sports et de l'amitié, Narbonne |
|  | Villefranche        | Villefranche        | ?                                 | ?                   | Villeneuve-sur-Lot | Villeneuve-sur-Lot | 32                        | 32                        |                           |                           |  |  | Le 16 mai 1999 à Foix | Le 16 mai 1999 à Foix | Le 16 mai 1999 à Foix | Le 16 mai 1999 à Foix |  |  | Parc des sports et de l'amitié, Narbonne | Parc des sports et de l'amitié, Narbonne | Parc des sports et de l'amitié, Narbonne | Parc des sports et de l'amitié, Narbonne |
|  | Le 20 décembre 1998 |                     |                                   |                     | Villeneuve-sur-Lot | Villeneuve-sur-Lot | 32                        | 32                        |                           |                           |  |  | Le 16 mai 1999 à Foix | Le 16 mai 1999 à Foix | Le 16 mai 1999 à Foix | Le 16 mai 1999 à Foix |  |  | Parc des sports et de l'amitié, Narbonne | Parc des sports et de l'amitié, Narbonne | Parc des sports et de l'amitié, Narbonne | Parc des sports et de l'amitié, Narbonne |
|  |                     |                     | Carcassonne                       | Carcassonne         | 16                 | 16                 |                           |                           |                           |                           |  |  | Le 16 mai 1999 à Foix | Le 16 mai 1999 à Foix | Le 16 mai 1999 à Foix | Le 16 mai 1999 à Foix |  |  | Parc des sports et de l'amitié, Narbonne | Parc des sports et de l'amitié, Narbonne | Parc des sports et de l'amitié, Narbonne | Parc des sports et de l'amitié, Narbonne |
|  | Carcassonne         | Carcassonne         | Carcassonne                       | Carcassonne         | 16                 | 16                 | ?                         | ?                         |                           |                           |  |  | Le 16 mai 1999 à Foix | Le 16 mai 1999 à Foix | Le 16 mai 1999 à Foix | Le 16 mai 1999 à Foix |  |  | Parc des sports et de l'amitié, Narbonne | Parc des sports et de l'amitié, Narbonne | Parc des sports et de l'amitié, Narbonne | Parc des sports et de l'amitié, Narbonne |
|  | Carcassonne         | Carcassonne         | Le 14 février 1999 à Saint-Estève |                     |                    |                    | ?                         | ?                         |                           |                           |  |  | Le 16 mai 1999 à Foix | Le 16 mai 1999 à Foix | Le 16 mai 1999 à Foix | Le 16 mai 1999 à Foix |  |  | Parc des sports et de l'amitié, Narbonne | Parc des sports et de l'amitié, Narbonne | Parc des sports et de l'amitié, Narbonne | Parc des sports et de l'amitié, Narbonne |
|  | Saint-Estève        | Saint-Estève        | ?                                 | ?                   |                    |                    |                           |                           |                           |                           |  |  | Le 16 mai 1999 à Foix | Le 16 mai 1999 à Foix | Le 16 mai 1999 à Foix | Le 16 mai 1999 à Foix |  |  | Parc des sports et de l'amitié, Narbonne | Parc des sports et de l'amitié, Narbonne | Parc des sports et de l'amitié, Narbonne | Parc des sports et de l'amitié, Narbonne |
|  | Saint-Estève        | Saint-Estève        | ?                                 | ?                   | Villeneuve-sur-Lot | Villeneuve-sur-Lot | 48                        | 48                        |                           |                           |  |  |                       |                       |                       |                       |  |  | Parc des sports et de l'amitié, Narbonne | Parc des sports et de l'amitié, Narbonne | Parc des sports et de l'amitié, Narbonne | Parc des sports et de l'amitié, Narbonne |
|  | Le 19 décembre 1998 |                     |                                   |                     | Villeneuve-sur-Lot | Villeneuve-sur-Lot | 48                        | 48                        |                           |                           |  |  |                       |                       |                       |                       |  |  | Parc des sports et de l'amitié, Narbonne | Parc des sports et de l'amitié, Narbonne | Parc des sports et de l'amitié, Narbonne | Parc des sports et de l'amitié, Narbonne |
|  |                     |                     | Limoux                            | Limoux              | 16                 | 16                 |                           |                           |                           |                           |  |  |                       |                       |                       |                       |  |  | Parc des sports et de l'amitié, Narbonne | Parc des sports et de l'amitié, Narbonne | Parc des sports et de l'amitié, Narbonne | Parc des sports et de l'amitié, Narbonne |
|  | Limoux              | Limoux              | Limoux                            | Limoux              | 16                 | 16                 | ?                         | ?                         |                           |                           |  |  |                       |                       |                       |                       |  |  | Parc des sports et de l'amitié, Narbonne | Parc des sports et de l'amitié, Narbonne | Parc des sports et de l'amitié, Narbonne | Parc des sports et de l'amitié, Narbonne |
|  | Limoux              | Limoux              | Le 16 mai 1999 à Montpellier      |                     |                    |                    | ?                         | ?                         |                           |                           |  |  |                       |                       |                       |                       |  |  | Parc des sports et de l'amitié, Narbonne | Parc des sports et de l'amitié, Narbonne | Parc des sports et de l'amitié, Narbonne | Parc des sports et de l'amitié, Narbonne |
|  | Saint-Cyprien       | Saint-Cyprien       | ?                                 | ?                   |                    |                    |                           |                           |                           |                           |  |  |                       |                       |                       |                       |  |  | Parc des sports et de l'amitié, Narbonne | Parc des sports et de l'amitié, Narbonne | Parc des sports et de l'amitié, Narbonne | Parc des sports et de l'amitié, Narbonne |
|  | Saint-Cyprien       | Saint-Cyprien       | ?                                 | ?                   | Limoux             | Limoux             | 24                        | 24                        |                           |                           |  |  |                       |                       |                       |                       |  |  | Parc des sports et de l'amitié, Narbonne | Parc des sports et de l'amitié, Narbonne | Parc des sports et de l'amitié, Narbonne | Parc des sports et de l'amitié, Narbonne |
|  | Le 20 décembre 1998 |                     |                                   |                     | Limoux             | Limoux             | 24                        | 24                        |                           |                           |  |  |                       |                       |                       |                       |  |  | Parc des sports et de l'amitié, Narbonne | Parc des sports et de l'amitié, Narbonne | Parc des sports et de l'amitié, Narbonne | Parc des sports et de l'amitié, Narbonne |
|  |                     |                     | Carpentras                        | Carpentras          | 18                 | 18                 |                           |                           |                           |                           |  |  |                       |                       |                       |                       |  |  | Parc des sports et de l'amitié, Narbonne | Parc des sports et de l'amitié, Narbonne | Parc des sports et de l'amitié, Narbonne | Parc des sports et de l'amitié, Narbonne |
|  | Carpentras          | Carpentras          | Carpentras                        | Carpentras          | 18                 | 18                 | ?                         | ?                         |                           |                           |  |  |                       |                       |                       |                       |  |  | Parc des sports et de l'amitié, Narbonne | Parc des sports et de l'amitié, Narbonne | Parc des sports et de l'amitié, Narbonne | Parc des sports et de l'amitié, Narbonne |
|  | Carpentras          | Carpentras          | Le 13 février 1999 à Foix         |                     |                    |                    | ?                         | ?                         |                           |                           |  |  |                       |                       |                       |                       |  |  | Parc des sports et de l'amitié, Narbonne | Parc des sports et de l'amitié, Narbonne | Parc des sports et de l'amitié, Narbonne | Parc des sports et de l'amitié, Narbonne |
|  | XIII Catalan        | XIII Catalan        | ?                                 | ?                   |                    |                    |                           |                           |                           |                           |  |  |                       |                       |                       |                       |  |  | Parc des sports et de l'amitié, Narbonne | Parc des sports et de l'amitié, Narbonne | Parc des sports et de l'amitié, Narbonne | Parc des sports et de l'amitié, Narbonne |
|  | XIII Catalan        | XIII Catalan        | ?                                 | ?                   | Villeneuve-sur-Lot | Villeneuve-sur-Lot | 20                        | 20                        |                           |                           |  |  |                       |                       |                       |                       |  |  |                                          |                                          |                                          |                                          |
|  | Le 20 décembre 1998 |                     |                                   |                     | Villeneuve-sur-Lot | Villeneuve-sur-Lot | 20                        | 20                        |                           |                           |  |  |                       |                       |                       |                       |  |  |                                          |                                          |                                          |                                          |
|  |                     |                     | Lézignan                          | Lézignan            | 5                  | 5                  |                           |                           |                           |                           |  |  |                       |                       |                       |                       |  |  |                                          |                                          |                                          |                                          |
|  | Lézignan            | Lézignan            | Lézignan                          | Lézignan            | 5                  | 5                  | ?                         | ?                         |                           |                           |  |  |                       |                       |                       |                       |  |  |                                          |                                          |                                          |                                          |
|  | Lézignan            | Lézignan            |                                   |                     |                    |                    |                           | ?                         |                           |                           |  |  |                       |                       |                       |                       |  |  |                                          |                                          |                                          |                                          |
|  | Toulouse            | Toulouse            | ?                                 | ?                   |                    |                    |                           |                           |                           |                           |  |  |                       |                       |                       |                       |  |  |                                          |                                          |                                          |                                          |
|  | Toulouse            | Toulouse            | ?                                 | ?                   | Lézignan           | Lézignan           | 24                        | 24                        |                           |                           |  |  |                       |                       |                       |                       |  |  |                                          |                                          |                                          |                                          |
|  | Le 20 décembre 1998 |                     |                                   |                     | Lézignan           | Lézignan           | 24                        | 24                        |                           |                           |  |  |                       |                       |                       |                       |  |  |                                          |                                          |                                          |                                          |
|  |                     |                     | Pia                               | Pia                 | 15                 | 15                 |                           |                           |                           |                           |  |  |                       |                       |                       |                       |  |  |                                          |                                          |                                          |                                          |
|  | Pia                 | Pia                 | Pia                               | Pia                 | 15                 | 15                 | ?                         | ?                         |                           |                           |  |  |                       |                       |                       |                       |  |  |                                          |                                          |                                          |                                          |
|  | Pia                 | Pia                 | Par forfait, prévu à Lézignan     |                     |                    |                    | ?                         | ?                         |                           |                           |  |  |                       |                       |                       |                       |  |  |                                          |                                          |                                          |                                          |
|  | La Réole            | La Réole            | ?                                 | ?                   |                    |                    |                           |                           |                           |                           |  |  |                       |                       |                       |                       |  |  |                                          |                                          |                                          |                                          |
|  | La Réole            | La Réole            | ?                                 | ?                   | Lézignan           | Lézignan           | 58                        | 58                        |                           |                           |  |  |                       |                       |                       |                       |  |  |                                          |                                          |                                          |                                          |
|  | Le 20 décembre 1998 |                     |                                   |                     | Lézignan           | Lézignan           | 58                        | 58                        |                           |                           |  |  |                       |                       |                       |                       |  |  |                                          |                                          |                                          |                                          |
|  |                     |                     | Avignon                           | Avignon             | 30                 | 30                 |                           |                           |                           |                           |  |  |                       |                       |                       |                       |  |  |                                          |                                          |                                          |                                          |
|  | Avignon             | Avignon             | Avignon                           | Avignon             | 30                 | 30                 | ?                         | ?                         |                           |                           |  |  |                       |                       |                       |                       |  |  |                                          |                                          |                                          |                                          |
|  | Avignon             | Avignon             |                                   |                     |                    |                    |                           | ?                         |                           |                           |  |  |                       |                       |                       |                       |  |  |                                          |                                          |                                          |                                          |
|  | Saint-Gaudens       | Saint-Gaudens       | ?                                 | ?                   |                    |                    |                           |                           |                           |                           |  |  |                       |                       |                       |                       |  |  |                                          |                                          |                                          |                                          |
|  | Saint-Gaudens       | Saint-Gaudens       | ?                                 | ?                   | Avignon            | Avignon            | 18                        | 18                        |                           |                           |  |  |                       |                       |                       |                       |  |  |                                          |                                          |                                          |                                          |
|  | Le 20 décembre 1998 |                     |                                   |                     | Avignon            | Avignon            | 18                        | 18                        |                           |                           |  |  |                       |                       |                       |                       |  |  |                                          |                                          |                                          |                                          |
|  |                     |                     | Tonneins                          | Tonneins            | 0                  | 0                  |                           |                           |                           |                           |  |  |                       |                       |                       |                       |  |  |                                          |                                          |                                          |                                          |
|  | Tonneins            | Tonneins            | Tonneins                          | Tonneins            | 0                  | 0                  | ?                         | ?                         |                           |                           |  |  |                       |                       |                       |                       |  |  |                                          |                                          |                                          |                                          |
|  | Tonneins            | Tonneins            |                                   |                     |                    |                    |                           | ?                         |                           |                           |  |  |                       |                       |                       |                       |  |  |                                          |                                          |                                          |                                          |
|  | Salon-de-Provence   | Salon-de-Provence   | ?                                 | ?                   |                    |                    |                           |                           |                           |                           |  |  |                       |                       |                       |                       |  |  |                                          |                                          |                                          |                                          |
|  | Salon-de-Provence   | Salon-de-Provence   | ?                                 | ?                   |                    |                    |                           |                           |                           |                           |  |  |                       |                       |                       |                       |  |  |                                          |                                          |                                          |                                          |
|  |                     |                     |                                   |                     |                    |                    |                           |                           |                           |                           |  |  |                       |                       |                       |                       |  |  |                                          |                                          |                                          |                                          |

## Finale - 30 mai 1999
(mt : 6 - 1)
Points marqués :
- Villeneuve-sur-Lot : 4 essais de Plath (17e), Wulf (45e), Cornut (59e et 67e) ; 2 transformations de Banquet (17e) et Frayssinous (45e).
- Lézignan : 1 essai de Sarda (70e) ; 1 drop de Foulquier (5e)

Évolution du score : 
Arbitre : M. Thierry Alibert
Spectateurs : 9 000
Composition des équipes :
- Villeneuve-sur-Lot : Frédéric Banquet (c) - Daniel Calvet, Gilles Cornut, David Despin, Mickaël Van Snick - Laurent Frayssinous (o), Steven Plath (m) - Paul Sironen, Vincent Wulf, Grant Doorey, Pierre Sabatié, Laurent Carrasco, Christophe Canal - Vea Bloomfield, Sébastien Gauffre, Ludovic Perolani, Julien Rinaldi - Entraîneur : Jean-Luc Albert
- Lézignan : Laurent Ferrères - Ismaël Navarlas, Jimmy Veikoso, Stéphane Selles, Jérôme Bevia - Didier Foulquier (o), Jérôme Sarda (m) - Thierry Valéro (c), Jérôme Azéma, Christophe Grandjean, Aaron Kirkland, Nick Nuttall, Georges Grandjean - David Marty, Pascal Mons, Cyril Fito, Patrick Costes - Entraîneur : Raphaël Bueno